# 파탈룽주
파탈룽주(태국어: พัทลุง)는 태국 남부의 주(창왓)의 하나이다. 이웃한 주는 북쪽부터 시계 방향으로 나콘시탐마랏 주, 송클라 주, 사뚠 주, 뜨랑 주이다.

## 지리
주는 말레이 반도에 위치한다. 동쪽의 경계에는 송클라 호가 있고 서쪽은 나콘시탐마랏 산맥에 포함된다. 카오푸-카오야 국립공원이 뜨랑 주와의 경계에 위치한다.

## 역사
파탈룽은 이 지방이 무슬림의 영향력하에 있을 때에는 말레이어로 마데롱(مردلوڠ)으로 알려졌다. 14세기 아유타야 왕국의 라마티보디 1세의 치세 때 12개의 왕령 도시의 하나가 되었다. 18세기 말에 라마 1세는 도시를 국방부의 관할에 두었다. 출라롱꼰 왕의 행정 개혁 때 파탈룽은 몬톤 나콘시탐마랏의 일부가 되었다.

## 인구
주의 인구 다수는 불교도이지만 11.1%는 이슬람교를 고수하고 있다. 파탈룽의 말레이족이 주로 이슬람교도이지만 점차 타이족과 통혼하고 태국 문화에 적응해가고 있다.

## 행정 구역
주에는 11개의 암프(군)와 더 세부 행정구역인 65개의 땀본 그리고 626개의 무반 (행정 구역)이 있다.
| 1. 므앙파탈룽군 2. 꽁라군 3. 카오차이손군 4. 따못군 5. 쿠안카눈군 6. 빡파윤군 | 1. 시반폿군 2. 빠본군 3. 방깨오군 4. 빠파욤군 5. 씨나카린군 |  |